# Casa Hollstein
La Casa Hollstein es una construcción construida por inmigrantes alemanes en la ciudad de Osorno, región de Los Lagos, Chile. Fue declarada Monumento Nacional de Chile, en la categoría de Monumento Histórico, mediante el Decreto Exento n.º 261, del 8 de agosto de 1999. Sus jardines fueron declarados zona típica en el mismo decreto.

## Historia
Por iniciativa del presidente Manuel Bulnes, en 1845 se promulgó la denominada Ley de Colonización con la que se inicia el proceso de inmigración de colonos de orígenes alemán y austrohúngaro al sur de Chile. En 1861, se crea la provincia de Llanquihue, que pasó a incluir el departamento de Osorno que pertenecía a la antigua provincia de Valdivia, zona que también recibió afluencia de colonos.
Particularmente en Osorno, parte de tal influencia aún se mantiene en algunos inmuebles patrimoniales desarrollados por los colonizadores alemanes, entre las que se encuentra la casa Hollstein construida entre 1900 y 1910 por Guillermo Hollstein Klickmann, empresario agrícola. Desde 1993 es la sede de la Escuela de Arquitectura y Diseño de la Universidad de Los Lagos, entidad encargada de su protección y conservación.

## Descripción
La casa es un ejemplo de las construcciones tradicionales del sur de Chile, con influencia de la arquitectura alemana. Posee tres pisos y está construida con madera nativa. Todo el terreno de la propiedad, que abarca el jardín y un parque que rodea la casa, representa la zona típica. El parque posee una superficie de dos hectáreas y limitan al oeste y sur con el río Damas. El área incluye especies tanto nativas como exóticas, entre las que se encuentran: aromos, membrillos, pino oregón, cerezos, eucaliptus y cipreses de Monterrey.